# Джудит Кер
Джудит Кер, OBE (на английски: Judith Kerr) е британска илюстраторка и детска писателка от немски произход.
Известна е със своята детско-юношеска трилогия, първата книга от която e „Когато Хитлер открадна розовия заек“ (1971 г.), базирана на историята на собственото ѝ семейство, в която описва бягството от нацистка Германия и живота в изгнание. Книгите са преведени на над 20 езика и част от учебната програма по литература в немските училища.

## Биография
Джудит Кер е родена на 14 юни 1923 г. в Берлин. Тя е дъщеря на театралния критик Алфред Кер и композиторката Юлия Вайсман. Брат ѝ е британският юрист и съдия на Върховния съд на Англия и Уелс Майкъл Кер.
Семейство Кер живее в Берлин до март 1933 година, когато внезапно напуска Германия по съвет на познати, които предупреждават Алфред Кер, че е вероятно новото нацистко правителство да му конфискува паспорта заради еврейския му произход. Живеят няколко месеца в курортното градче Кюснахт наблизо до Цюрих и след това се местят в Париж – в Швейцария Алфред Кер не успява да намери работа, с която да издържа семейството – Швейцарските вестници се стремят към неутралност и никой не иска да отпечатва критика срещу правителството на Хитлер.
В Париж Алфред Кер се надява на по-добри възможности, тъй като говори свободно френски. Очакванията му не се сбъдват и семейството живее в крайна бедност. Двете години във Франция са формиращи за подрастващите Джудит и Майкъл, които научават френски и печелят награди за успехи в образованието си.
Семейство Кер се мести се отново в Лондон през 1936 г., където се установява за постоянно. Финансовата им ситуация не се подобрява значително. Остатъкът от хонорар за филмови права, който им позволява да се преместят, са инвестирани в образованието на Майкъл. Джудит дели с майка си стая в евтин пансион.
По време на Втората световна война Джудит работи като секретарка за Британския Червен кръст.
През 1941 г. започва да посещава вечерни курсове по рисуване и дизайн. След края на войната учителят ѝ по рисуване Джон Фарли я препоръчва за стипендия, която ѝ позволява да продължи образованието си и едновременно с това ѝ осигурява работа като дизайнерка на платове в текстилна фабрика.
Джудит Кер приема британското гражданство през 1947 г. Запознава се с британския сценарист Томас Найджъл Нийл на обяд в стола на ББС през 1952 г. и две години по-късно се омъжва за него. Чрез съпруга си тя също пише сценарии за радио предавания.
След смъртта на Найджъл Нийл през 2006 г. Джудит се съсредоточава отново в писането и илюстрирането на истории за деца.
През 2012 г. Джудит Кер е почетена с офицерска степен на Ордена на Британската Империя заради своя принос към детската литература.
Джудит Кер почива на 22 май 2019 г. на 95-годишна възраст в Лондон след кратко боледуване.

## Творчество
Джудит Кер проявява интерес към рисуване и писане още от ранна детска възраст: пише поеми на трагични теми, които илюстрира сама.
Първата ѝ публикувана творба е детската история The Tiger Came to Tea (Tигърът дойде на чай), която рисува за дъщеря си Тейси.
Обичани във Великобритания са поредицата книжки за Котката Мог, вдъхновени от семейната котка.
В Германия Джудит Кер е най-известна със своята Хитлерова Трилогия – детско-юношески книги за съдбата на едно еврейско семейство във времето, когато нацистите идват на власт в Германия, базирани на собствената ѝ семейна история. Джудит пише книгите за своите деца Матю и Тейси, за да им създаде реалистична представа за живота по времето на Втората световна война. Първата част от трилогията, „Когато Хитлер открадна розовия заек“, е включена в програмата по литература в немски училища като средство за запознаване с и анализ на нацизма в Хитлерова Германия.

### Детска литература
- The Tiger Came To Tea (1968)
- Mog the forgetful cat (1970)
- When Willy Went to the Wedding (1972)
- Mog's Christmas (1976)
- Mog and the Baby (1980)
- Mog in the Dark (1983)
- Mog and Me (1984)
- Mog's Family of Cats (1985)
- Mog's ABC (1986)
- Mog and Bunny (1988)
- Mog and Barnaby (1991)
- How Mrs Monkey Missed the Ark (1992)
- Mog on Fox Night (1993)
- Mog in the Garden (1994)
- Mog's Kittens (1994)
- Mog and the Granny (1995)
- Mog and the V.E.T. (1996)
- Mog's Bad Things (2000)
- The Other Goose (2001)
- Goodbye Mog (2002)
- Goose in a Hole (2005)
- Twinkles, Arthur and Puss (2007)
- One Night in the Zoo (2009)
- My Henry (2011)
- The Great Granny Gang (2012)
- Mr Cleghorn's Seal ()

### Хитлерова трилогия
- When Hitler Stole Pink Rabbit (1971) – Немска награда за юношеска литература (1974)
- The Other Way Round (преименувана впоследствие на Bombs on Aunt Dainty) (1975)
- A Small Person Far Away (1978)

### Други
- Judith Kerr's Creatures (2013) – автобиография